# Can Serra (Boadella i les Escaules)
Can Serra és una casa del municipi de Boadella i les Escaules (Alt Empordà) inclosa en l'Inventari del Patrimoni Arquitectònic de Catalunya.

## Descripció
Situada dins del nucli urbà de la població de Boadella, a l'extrem sud-est del nucli antic de la vila, formant cantonada entre el carrer del Portal i la plaça de la Constitució.
Edifici entre mitgeres de planta rectangular format per dos cossos adossats, amb les cobertes de teula de dues vessants i distribuït en planta baixa i pis, amb un altell enretirat de la línia de façana construït tardanament. El cos principal està situat a la banda de llevant de la construcció. Presenta un portal d'accés de mig punt adovellat, amb els brancals fets de carreus ben escairats i la clau gravada amb una creu i la data 1584. Al pis hi ha una finestra rectangular emmarcada amb carreus de pedra, l'ampit motllurat i la llinda gravada amb un escut i la mateixa data apareguda al portal, més el nom de "BARTOMEU BOUALL" (nom del fundador de la casa i abreviació del nom del poble). El cos adossat a ponent presenta, a la planta baixa, una obertura rectangular de cronologia actual, utilitzada per accedir al garatge de l'edifici. Al pis, una finestra balconera rectangular emmarcada amb carreus de pedra i la llinda plana.
La construcció està bastida amb pedra desbastada de mida mitjana disposada irregularment i lligada amb morter. A les cantonades hi ha carreus escairats.

## Història
La primera documentació escrita d'aquesta casa apareix a un capbreu del senyor de Boadella de l'any 1586 on, Bartomeu Rotllan reconeix tenir una casa dins de les muralles de Boadella. Actualment, aquest edifici presenta un portal amb una inscripció que la data del 1584. Possiblement és de les cases de pedra més antigues del poble. El fet que aquesta casa tingui un escut fa suposar que podria haver estat propietat dels administradors del castell.